# Powiat Guben

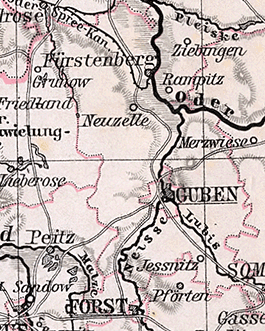
Powiat w 1905

Powiat Guben (niem. Landkreis Guben, Kreis Guben; pol. powiat gubiński) – były powiat w pruskiej rejencji frankfurckiej w prowincji Brandenburgia. Istniał w latach 1818–1950. Teren dawnego powiatu leży obecnie w Niemczech w kraju związkowym Brandenburgia, w powiatach Oder-Spree oraz Spree-Neiße oraz w Polsce, w województwie lubuskim. Siedzibą władz powiatu było miasto Guben.
1 stycznia 1945 w skład powiatu wchodziły:
- 1 miasto: Przybrzeg (Fürstenberg (Oder));
- 106 innych gmin liczących mniej niż 2.000 mieszkańców;
- 2 majątki junkierskie (Forsten).

## Po 1945
W 1945 roku Polsce przypadła południowo-wschodnia część powiatu Guben) z miejscowościami Biecz, Chlebowo, Czarnowice, Grabice, Markosice, Pole, Stargard Gubiński i Wałowice. W skład powiatu weszło także lewobrzeżne (od Odry) miasto Przybrzeg (Fürstenberg an der Oder) (od 1961 dzielnica miasta Eisenhüttenstadt), tworzące enklawę powiatu gubińskiego na terenie powiatu rzepińskiego (w Poznańskim Dzienniku Wojewódzkim z roku 1945, nr 12, poz. 88 wymienione jako polskie miasto Przybrzeg); ostatecznie miasto pozostało w Niemczech wraz z większą, zachodnią częścią powiatu gubińskiego (z m.in. miejscowością Neuzelle). Siedziba powiatu – Guben, która nie wchodziła w jego skład (stanowiła oddzielny powiat miejski) została przedzielona granicą państwową. Z polskiej części powiatu gubińskiego utworzono polski powiat gubiński, który wszedł w skład woj. poznańskiego (1946).